# Gare de Béna-Fanès
Gare de Béna-Fanès vasútállomás Franciaországban, Enveitg településen.

## Vasútvonalak
Az állomást az alábbi vasútvonalak érintik:
- Ligne de Cerdagne

## Kapcsolódó állomások
A vasútállomáshoz az alábbi állomások vannak a legközelebb:
- Gare de Latour-de-Carol - Enveitg (Gare de Latour-de-Carol - Enveitg)
- Gare de Ur-Les Escaldes (Gare de Villefranche - Vernet-les-Bains)